# 櫻花大戰 櫻華絢爛
《櫻花大戰 櫻華絢爛》（日语：サクラ大戦 桜華絢爛），是世嘉出品的電子遊戲產品《櫻花大戰系列》改編的OVA作品，全4卷，1997年至1998年發行。
此作是《櫻花大戰系列》動畫化的第一部作品，銷售量約為6萬以上。其中第一至三幕主要講述大神一郎入隊之前帝國華擊團的帝都花組的成立過程，第四幕則為遊戲本篇第一作的中間部分內容。
此作的臺灣公開播映權由中國電視公司率先買下，於1999年2月15至18日連續四天的每日08:30－09:00以《櫻花大戰》為名首播雙語版（主聲道為國語配音，副聲道為日語配音），作為該年春節特別節目。

## 登場人物
- 大神一郎：陶山章央、(台灣配音：于正昇）
- 真宮寺櫻：橫山智佐、(台灣配音：許淑嬪）
- 神崎堇：富澤美智惠、(台灣配音：楊凱凱）
- 瑪麗亞·橘：高乃麗、(台灣配音：許淑嬪）
- 伊莉絲·夏特布里安：西原久美子、(台灣配音：許淑嬪）
- 李紅蘭：淵崎有里子、(台灣配音：丘梅君）
- 桐島康娜：田中真弓、(台灣配音：丘梅君）
- 米田一基：池田勝、(台灣配音：魏伯勤）
- 藤枝菖蒲：折笠愛

## 各話資料
第一幕 在春天的華之都（華の都の花いくさ，1997年12月18日發售）
靈子甲胄的開發；各主要角色在各地的活動；真宮寺櫻決意前往帝都。
第二幕 櫻花放神（桜の花に放てよ神剣，1998年2月25日發售）
帝國華擊團和帝國歌劇團成立；神崎堇的加入引發爭端；真宮寺櫻為上京苦練劍術的奧義。
第三幕 春日彌生初戰鬥（春は弥生の初戦闘，1998年5月25日發售）
真宮寺櫻加入帝擊；進行戰鬥訓練；首次正式作戰。
第四幕 仲夏夜之夢（真夏の夢の夜，1998年7月25日發售）
大神一郎成為帝擊隊長後感到迷惘，隊員們邀請他參與歌劇製作；在《仲夏夜之夢》公演之時，黑之巢會又出來活動破壞……

## 製作人員
- 原作、原案：廣井王子
- 系列構成：赤堀悟
- 脚本：川崎裕之
- 監督：石山貴明
- 人物原案：藤島康介
- 人物設定：松原秀典
- OVA角色設定：黑田和也
- 機械設定：永田太
- OVA機械設定：福地仁、村田護郎、小川浩、松尾慎、石本英治
- 美術監督：澀幸弘
- 色彩設定：井上喜代美、田中真紀（第二幕－第四幕）
- 攝影監督：山口利明（第一幕－第三幕）、吉田光伸（第四幕）
- 音響監督：佐藤敏夫
- 音樂：田中公平
- 選曲：合田豐
- 製作人：佐佐木繪美、川城和實、澤登昌樹、北條元彦（第一幕）、名越康晃（第二幕－第四幕）
- 企畫、監修：Red Company
- 動畫製作：RADIX
- 製作：世嘉企業、Bandai Visual、Animate Film

## 主題曲
片頭曲
「檄！帝國華擊團（檄! 帝国華撃団）」
填詞：廣井王子，作曲：田中公平，編曲：根岸貴幸，主唱：橫山智佐＆帝國歌劇團
片尾曲
（第一幕－第三幕）
填詞：廣井王子，作曲：田中公平，編曲：根岸貴幸，主唱：折笠愛
（第四幕）
填詞：廣井王子，作曲：田中公平，編曲：多田彰文，主唱：帝國華撃團
插曲
（第一幕、第二幕）
填詞：廣井王子，作曲：田中公平，編曲：多田彰文，主唱：陶山章央
（第二幕）
填詞：廣井王子，作曲：田中公平，編曲：岸村正實，主唱：橫山智佐
（第三幕）
填詞：廣井王子，作曲：田中公平，編曲：岸村正實，主唱：橫山智佐

## 各話列表
| 話數   | 日文標題 | 中文標題       | 劇本     | 分鏡     | 演出     | 作畫監督                  | 發售日         |
| ------ | -------- | -------------- | -------- | -------- | -------- | ------------------------- | -------------- |
| 第一幕 |          | 在春天的華之都 | 川崎裕之 | 石山貴明 | 山口賴房 | 吉野真一                  | 1997年12月18日 |
| 第二幕 |          | 櫻花放神       | 川崎裕之 | 篠原俊哉 | 篠原俊哉 | 山澤實                    | 1998年2月25日  |
| 第三幕 |          | 春日彌生初戰鬥 | 川崎裕之 | 克森甲呑 | 石原立也 | 武本康弘                  | 1998年5月25日  |
| 第四幕 |          | 仲夏夜之夢     | 川崎裕之 | 石山貴明 | 高山秀樹 | 金子匡邦 大島城次（機械） | 1998年7月25日  |

## 脚注
1. ↑  Mainichi Daily Mail Computing、毎日新聞社、1998年3月27日

## 外部連結
- BANDAI CHANNEL （页面存档备份，存于）